# Международный турнир по хоккею с шайбой Arctic Cup
Arctic Cup (Кубок Арктики) — международный турнир по хоккею с шайбой среди стран Арктического совета проводился в 2011 и 2012 годах.

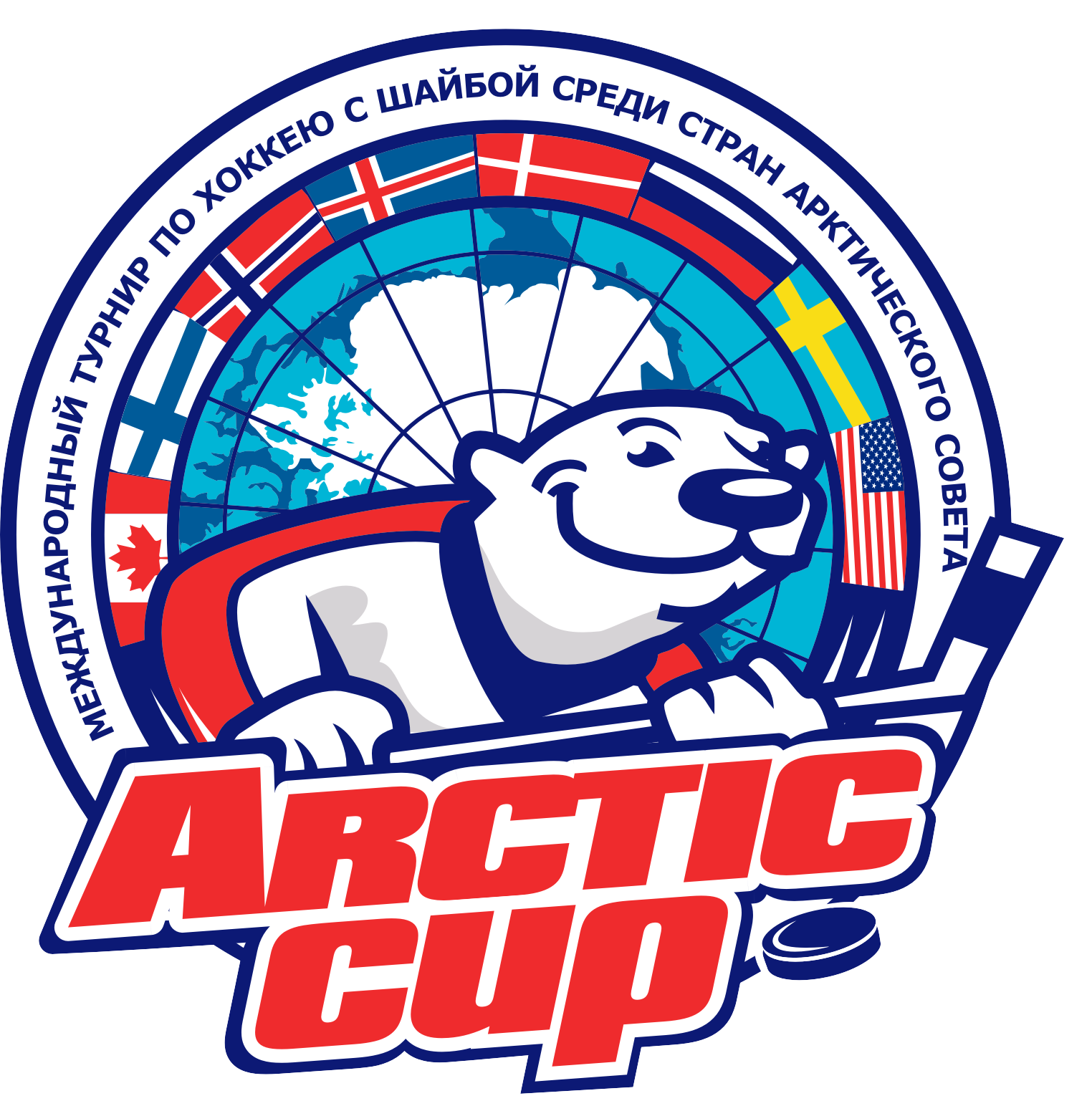
Эмблема турнира Arctic Cup

## История
Международный хоккейный турнир Arctic Cup стартовал в декабре 2011 года в Санкт-Петербурге. Соревнования проходили при поддержке Администрации Санкт-Петербурга, Федерации хоккея России и компаний «Арктикморгео» и «Нефтегазмонтажсервис», представляющих интересы России в Арктическом регионе.
В последний раз проведён в 2012 году.

## Участники
В турнире принимали участие восемь приарктических стран-участниц Арктического совета:
- Дания
- Исландия
- Канада
- Норвегия
- Россия
- США
- Финляндия
- Швеция

Тем не менее концепция Международного хоккейного турнира Arctic Cup подразумевает возможность участия команд и из других стран, разделяющих идеи дружбы и сотрудничества в деле освоения Арктики. В традиции турнира Arctic Cup также входит организация экскурсий для гостей и участников соревнований.

## Результаты

#### Arctic Cup-2011
За Кубок Арктики 2011 боролись восемь команд на протяжении пяти дней. Согласно регламенту турнира в состав команд входили спортсмены-любители, а также профессиональные хоккеисты, не сыгравшие ни одного официального матча в сезоне 2010/11. 

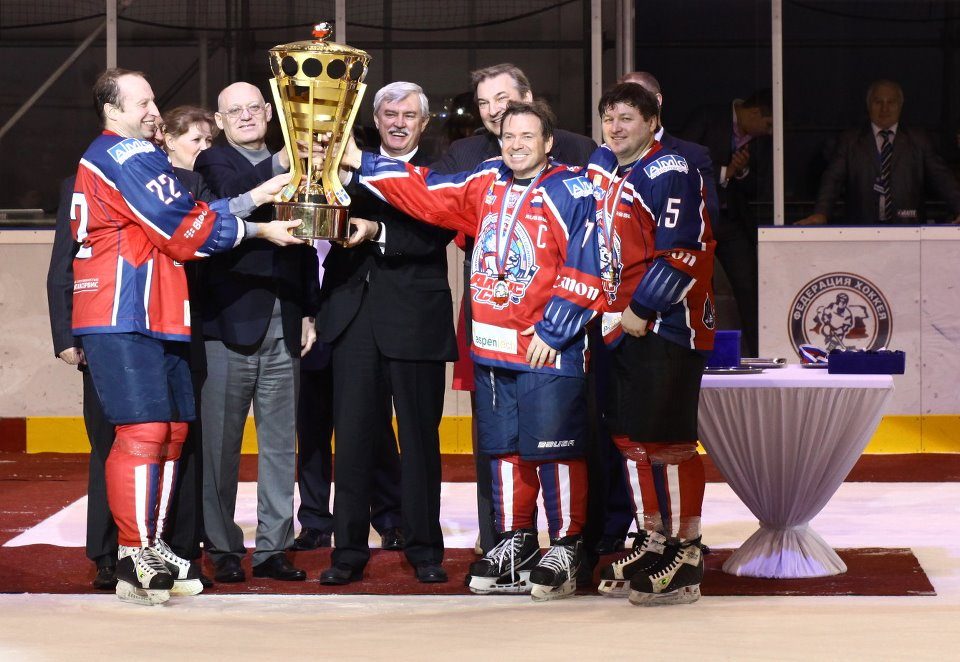
Губернатор Санкт-Петербурга Георгий Полтавченко вручает Кубок победителям турнира Arctic Cup

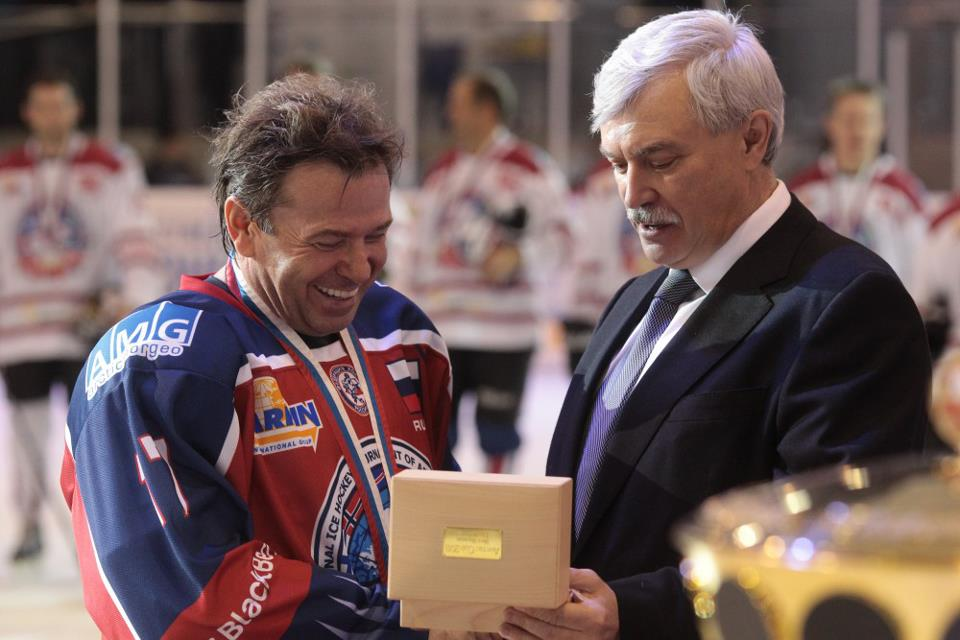
Губернатор Санкт-Петербурга Георгий Полтавченко вручает награду за личный вклад в организацию турнира Arctic Cup капитану российской команды и председателю совета директоров "Арктикморгео" Сергею Егорову

В числе принявших участие в соревнованиях было немало звезд мирового хоккея, среди которых:
- Гленн Андерсон (Канада)
- Грегори Адамс (Канада)
- Эса Тикканен (Финляндия)
- Питер Нильссон (Швеция)
- Ильдар Мухометов (Россия)
- Рид Симпсон (Канада)
- Пол Стюарт (США), и многие другие.

По результатам турнирных матчей вперед вышли команды Дании, Швеции, Канады и России. 

##### Игры полуфинала
- Россия — Швеция, 8:1
- Канада — Дания, 7:5.

##### Матч за 3-е место
Бронзовые медали завоевала команда Швеции, победившая команду Дании со счетом 6:2. 

##### Финал
В финале боролись команды России и Канады. Победу со счетом 9:2 одержали российские спортсмены. Команде России были вручены золотые медали и переходящий кубок победителя. Игроки сборных команд Канады и Швеции, занявших соответственно второе и третье места, получили памятные медали. Также были награждены и лучшие игроки турнира.

##### Церемония награждения
В торжественной церемонии награждения приняли участие губернатор Санкт Петербурга — Георгий Полтавченко, президент Федерации хоккея России — Владислав Третьяк, а также многократные чемпионы мира и олимпийских игр Борис Михайлов и Владимир Петров. За личный вклад в организацию и проведение турнира председатель совета директоров компании «Арктикморгео», капитан российской команды Сергей Егоров был отмечен особой наградой из рук губернатора Санкт-Петербурга Георгия Полтавченко как самый ценный игрок Arctic Cup 2011.

#### Arctic Cup-2012[1]
Итоги:
1. Россия
2. Норвегия
3. Швеция
4. США
5. Дания
6. Финляндия
7. Канада
8. Исландия

## Конференции
Одновременно с турниром под девизом «Арктика — территория дружбы и сотрудничества» проходила международная конференция с участием известных политиков, бизнесменов и ученых.